# Хипофосфатазија
Хипофосфатазија (енгл. Hypophosphatasia) или недотатак алкалне фосфатазе (фосфоетаноламинурија), ретка је метаболичка болест костију. Клинички симптоми су хетерогени, од блаже остеомалације костију па све до дубоке хипоминерализације скелета, респираторним проблемима или нападима који могу бити узроци недостатка Витамина Б6.  Недостатак ткивне неспецифичне алкалне фосфатазе у остеокластима и хондроцитима нарушава минерализацију костију, што доводи до рахитиса или остеомалације.
Преваленција хипофосфатазије за сада није позната; неке студије процењују да је учесталост тешких облика 1:100 000 док  неке студије процењују већу преваленцију блажих болести.

## Симптоми
Постоји изузетан низ симптома који у великој мери зависе од старости пацијента, они могу бити од релативно благих као на пример, проблеми костију или са зубима у одраслој доби, па све до смрти фетуса у материци.  Иако је окарактерисано неколико клиничких подтипова болести, на основу старости у којој су откривене лезије скелета, болест се уочава као један континуирани спектар компликација. Због различитих симптома који се могу појавити код болесника понекад може доћи до нетачне или промашене дијагнозе.
Неки од основних симптома болести могу бити:
- Преломи дуге кости,
- губитак зуба,
- висок ниво калцијума,
- Брз умор и слаб мишића,
- Остеопороза

## Типови
Према доби јављања првих знакова и тежини болести издвојено је шест главних клиничких облика: перинатални, инфантилни, дечији, адултни, псеудохипофосфатазија и одонтохипофосфатазија. Премда је наведена подела болести корисна у класифицирању Хипофосфатазије, постоји значајна варијабилност клиничког изражаја те се сматра као клинички континуум.

### Перинатална хипофосфатазија
Перинатална хипофосфатазија је најсмртоноснији облик хипофосфатазије. Дубока хипоминерализација доводи деформације лобање, деформисаних или скраћених удова током порођаја и брже смрти услед респираторне инсуфицијенције узрокованог затезањем дисања, смањениог капацитета уског, звоноликог, рахитично промијењеног прсног коша и хипоплазије плућа. Случај мртворођене бебе није неуобичајено. Новорођенчад која успе да преживи пате од све већег респираторног компромиса због омекшавања костију (остеомалација) и неразвијених плућа (хипопластика). Епилепсија (епилептични напади) се може јавити у том добу и може бити смртоносна. Регије неминерализоване кости у развоју  могу да се шире и задирају у простор коштане сржи, што може довести до мијелофтизне анемије. Понекад може доћи до потпуног одсуства окоштавања у једном или више пршљенова. У лобањи, појединачне кости могу калцифицирати само у својим центрима.

### Инфантилна хипофосфатазија
Инфантилна хипофосфатазија се јавља у првих 6 месеци живота. У тој доби долази до неадекватног повећања телесне тежине и лошег храњења. Често се у овом тренутку појављује и рахитис. Код деце се могу појавити проблеми у грудном кошу што може довести до респираторних проблема и упале плућа. Знакови рахитиса одраз су абнормалне калцификације плоча раста што доводи до застоја у расту и деформитета кости. Радиолошки се на дугим костима замјећују проширења метафизе, искривљења дугих костију и хипоминерализација, а за ХП су карактеристична ограничена подручја калцифицираног остеоида који се протежу од плоче раста у метафизу као радиолуцентни дефекти у облику језика. Повишен ниво калцијума у крви (хиперкалцемија) и урину (хиперкалценурија) је такође чест и може довести до проблема са бубрезима и повраћање које се примећује код ове болести.

### Хипофосфатазија у детињству
Хипофосфатазија у детињству има променљиву клиничку слику. Као резултат дефеката у развоју зубног цемента, млечни зуби се често губе пре 5. године. У већини случајева се прво губе секутићи; понекад се сви зуби изгубе пре времена. На рендгенским снимцима зуба могу се показати увећане пулпне коморе и канали који су карактеристични за рахитис.
Пацијенти имају проблема са ходањем, укоченост и бол као и слабост мишића, нарочито у бутинама, што је у складу са непрогресивном миопатијом. Клиничка слика показује дефекте калцификације и карактеристичне коштане дефекте близу крајева великих дугих костију. Могу се запазити и задебљање ручних и доњих ножних зглобова, као и рахитична круница и изражене чеоне избочине. Чести симптоми су: застој у расту, чести преломи и ниска густина костију (остеопенија). Код тежих случајева, лобањске кости могу се прерано спојити, упркос појави отворених фонтанела на радиографским снимцима. Преурањено спајање костију може повећати интракранијални притисак. 

### Хипофосфатазија одраслих
Хипофосфатазија код одраслих може бити повезана са рахитисом, раним губитком зуба праћен релативно добрим здрављем. Остеомалација доводи до болних стопала због лошег зарастања прелома ако до тогаа дође због рахитиса. Нелагодност у бутинама или куковима услед псеудофрактура бутне кости може се разликовати од других типова остеомалације по њиховој локацији у бочним кортексима бутне кости.
Неки пацијенти пате од таложења кристала калцијум пирофосфат дихидрата са повременим нападима артритиса који изгледа као резултат повишених нивоа ендогеног неорганског пирофосфата. Иако је ППи у основи моћан инхибитор минерилизације, може доћи до парадоксалног таложења кристала хидроксиапатита у тетивама, што доводи до болних периартикуларних калцификација, најчешће у раменима, лактовима, зглобовима, куковима или Ахиловим тетивама. Ови пацијенти такође могу патити од дегенерације зглобне хрскавице и пирофосфатне артропатије. Рендгенски снимци показују псеудофрактуре у бочним кортиксима проксималног фемора, а пацијенти могу патити и од остеопеније, хондрокалцинозе, пирофосфатне артропатије и калцифицираног периартритиса.

## Генетика
Хипофосфатазија је повезана са молекуларним дефектом у гену који кодира ткивну неспецифичну алкалну фосфатазу (ALPL). ALPL је ензим који је везан за спољну површину остеокласта и хондроцита, ћелија који се налазе у шупљинама ванћелијског матрикса, тзв. лакунама. ALPL хидролизује неколико супстанци, укључујући неоргански пирофосфат који инхибира минерализацију и пиридоксал 5'-фосфат (ПЛП), главни облик витамина Б. ПЛП ензим има улогу у процесу минерализације костију, а његова недостатна функција узрокује рахитис или остеомалацију.6. 
Када је ензимска активност ниска, неоргански пирофосфат се сакупља изван ћелија у екстрацелуларном матриксу костију и зуба и инхибира стварање минерала хидроксиапатита, главне компоненте за очвршћавање костију, изазивајући рахитис код новорођенчади и деце и остеомалацију (меке кости) и одонтомалацију (меких зуба) код деце и одраслих. ПЛП је главни облик витамина Б6 и мора бити дефосфорилисан помоћу ПЛП-а пре него што може да прође кроз ћелијску мембрану. Недостатак витамина Б6 у мозгу омета синтезу неуротрансмитера, што може изазвати нападе као и сакупљање кристала у зглобовима.

## Дијагноза

### Стоматолошки налази
Хипофосфатазија се често открива због раног губитка млечних зуба са нетакнутим кореном. Лоша дентиција је примећена и код одраслих. Цемент је ткиво које уз пародонтни лигамент учвршћује положај зуба у алвеоларној кости. Радиолошки је проширена пулпна комора и канал зуба. Смањена је висина гребена алвеоларне кости, а може се видети и хипоплазија цаклине или одгођено избијање зуби.

### Лабораторијско испитивање
Симптом који најбоље карактерише хипофосфатазију је ниска серумска активност ензима алкалне фосфатазе (АЛП). Генерално, нижи нивои активности ензима могу бити упоређени са тежим симптомима. Смањење активности АЛП доводи до повећања пиридоксал 5'-фосфата (ПЛП), који је главни облик витамина Б6, у крви, иако нивои витамина Б6 у ткивима могу бити у нормалном нивоу. Нивои неорганског пирофосфата (ППи) у урину су повишени код већине пацијената са хипофосфатазијом. за клиничке и радиолошке знакове, при постављању дијагнозе ХП кључно је мјерење и исправна интерпретација активности АЛП. Алкална фосфатаза катализира хидролизу моноестера фосфатне киселине и алкохола (пХ >9). Метода одређивања ензимске активности АЛП темељи се на мерењу брзине хидролитичке разградња п-нитрофенилфосфата, ензим са систематским именом 4-нитрофенилфосфат фосфохидролаза, при чему се ослобађа п-нитрофенол.

### Генетска анализа
Сви клинички подтипови хипофосфатазије су праћени генетским мутацијама у гену који кодира ТНСАЛП, а који је локализован на хромозому 1п36.1-34 код људи (АЛПЛ; ОМИМ#171760). Отприлике 388 различитих мутација је описано у ТНСАЛП гену.

## Третмани
Од октобра 2015. године, ФДА је одобрила асфотазу алфа (Стренсик) за лечење хипофосфатазије.
Постоје неки докази који подржавају употребу терапаратида код одраслих.
Тренутни третман се састоји од ублажавања симптома, одржавања нивоа калцијума и примене физичких, професионалних, стоматолошких и ортопедских интервенција, ако је то потребно.
Хиперкалцемија код новорођенчади може захтевати ограничење уноса калцијума у исхрани или давање калциуретика. Ово треба радити пажљиво како се не би повећала деминерализација скелета која је последица саме болести.
Физикална терапија потребна је пацијентима с тешким облицима хипофосфатазије, с циљем да се смање респираторне компликације које могу смањити физичку активност и издржљивост, због тога је јако битно ојачати мускулатуру пацијента. Пацијенти због хипотоније и појачане ломљивости костију често имају лошију фину и грубу моторику. Врло је важна радна терапија код деце. Физикална терапија је такође неопходна у свим облицима болести након хируршких захвата или санирања прелома.